# Потоцкий, Генрих Родригович
Граф Генрих Родригович Потоцкий (пол. Henryk Stefan Adam Potocki, 20 марта 1868, Варшава,   — 29 марта 1958, Монтрезор, Франция) — польский политик, депутат Государственной думы II созыва от  Келецкой губернии.

## Биография
Польский граф. Из известного аристократического дворянского рода Потоцких герба Пилява (золотая). Сын Родрига Потоцкого (1834—1910) и Марии Незабытовской (Niezabytowski) (1841—1926).
С 1897 года камер-юнкер. Окончил Варшавскую гимназию. Прослышал курсы в высшей сельскохозяйственной школе в Галле (Германия) и Бреслау. После окончания обучения вернулся в своё имение Гжанстов, там приступил к занятиям сельским хозяйством. В своих имениях он развивал перерабатывающую промышленность, в том числе сахарный завод в Silniczce, один из семи крупнейших в Польше. С 1899 был членом Совета и учредителем Келецкого сельскохозяйственного общества. В 1894 году вошёл в состав делегации от Царства Польского на похоронах императора Александра III. Поставил свою подпись под «Мемориалом 23-х» к российскому правительству, в этом письме в лояльных и даже  верноподданнических тонах были высказаны предложения расширить права поляков, в том числе,  ввести в Царстве Польском местное самоуправление, увеличить использование польского языка, облегчить положение католической церкви и тому подобное. С 1905 соучредитель и член польской Партии реальной политики. Владел землями (всего 5903 десятины) в Келецкой и Люблинской губерний и лесопильным заводом.
Состоял выборщиком на выборах в Государственную думу I созыва, но необходимого числа голосов не набрал.
6 февраля 1907 избран в Государственную думу II созыва от общего состава выборщиков Келецкого губернского избирательного собрания. Был членом Польского коло. Состоял в Аграрной комиссии. В  работе Думы активно не участвовал.
После роспуска 2-й Государственной думы вернулся в Келецкую губернию. В 1908 принимал участие в съезде неославистов в Праге. 9 октября 1908 избран членом Государственного совета от землевладельцев Царства Польского на место отказавшегося И. А. Островского. Вошёл в состав Польского коло. В сязи с окончанием срока полномочий выбыл из государственного совета в 1909 году. Вновь избран 9 октября 1910 на место сложившего полномочия  Л. Л. Кроненберга. Окончательно выбыл из государственного совета в 1912 в связи с концом срока полномочий.
В Первую мировую войну 1914-1918 состоял в нескольких общественных организациях, оказывал помощь лицам, пострадавшим от военных действий. Продолжал заниматься общественной деятельностью во время германской оккупации Царства Польского.Это вызывало недовольство германской администрации. В конце 1917 переехал в Стокгольм на встречу с польскими депутатами Государственной Думы для обсуждения вопрос об отношении поляков к Центральным державам.  Сотрудничал с Романом Дмовским и Игнацием Яном Падеревским.
В апреле 1918 вошел в Государственный совет Царства Польского. После 1918 не занимал значительных государственных постов, входил в состав ряда консервативных партий и организаций. После майского переворота он поддержал Пилсудского. В 1928 году он присоединился к проправительственному блоку BBWR. Президент Польского общества Красного Креста в 1929—1931 годах.
В 1934 году Генрих Потоцкий был арестован в связи с так называемым Жирардувским делом (pl:Afera żyrardowska). Он был выпущен под очень высокий залог, который привёл к банкротству его активов. Из-за обвинений в причастности к этому делу покончил с собой бывший депутат Первой Государственной Думы Александр Ледницкий.
Во время Второй мировой войны 1939-1945 оставался в оккупированной гитлеровцами Польше, поддерживал Армию Крайову и Национальные вооруженные силы. После 1945 эмигрировал во Францию.

## Семья
9 сентября 1897 в Варшаве женился на  Юлии Браницкой (1879—1929), дочери Владислава Браницкого (1848—1926). У них было четверо детей.
- Дочь — Анна Юлия Мария (1898—1982), в первом браке Żółtowska, во втором Cieszkowska.
- Сын — Павел (1900—1945).
- Сын — Владислав Каликст Фредерик (1903—1973).
- Сын — Стефан (1912—1981).

## Сочинения
- Депутатский отчет, оглашенный 27 октября 1907 года в Кельцах: Неославизм и польский вопрос. Варшава, 1909.